# Xian de Lingchuan (Guangxi)
Pour les articles homonymes, voir Lingchuan.
Le xian de Lingchuan (chinois simplifié : 灵川县 ; chinois traditionnel : 灵川縣 ; pinyin : Língchuān Xiàn ; Zhuang : Lingzcuen Yen) est un district administratif de la région autonome Zhuang du Guangxi en Chine. Il est placé sous la juridiction de la ville-préfecture de Guilin.

## Démographie
La population du district était de 366 773 habitants en 2010.